# 펠릭스 카통고
펠릭스 카통고(Felix Katongo, 1984년 4월 18일 ~ )는 잠비아의 축구 선수로 현재 그린 버펄로스에서 미드필더로 활동하고 있으며 전 축구 선수인 크리스토퍼 카통고의 동생이다.